# 機動戦士Vガンダム (スーパーファミコン)
『機動戦士Vガンダム』（きどうせんしヴィクトリーガンダム、MOBILE SUIT VICTORY GUNDAM）は、バンダイより1994年3月11日に発売された、同名のアニメ作品を原作とするスーパーファミコン用ゲームソフト。

## 概要
本作は、テレビアニメ『機動戦士Vガンダム』を題材にしたアクションシューティングゲームである。ビームサーベルのつばぜり合い中には格闘ゲームのようなコマンド入力により、「特殊技」が出せるようになっている。ステージ間に「ビジュアルストーリー」と称するデモシーンが挿入され、ストーリーの大まかな説明がある。
放送終了前に発売されており、ストーリーもアニメ第39話をモチーフにしたデモシーンから一気に最終決戦へと進む。そのためエンジェル・ハイロゥの色がアニメと異なっていたり、コンティオが最後の敵になっている。また、ゲーム中にステージの数字やステージ名は表記されていない。また難易度設定により自機の手持ち武器の残弾数やコンティニュー回数、エンディングが変更される。
攻撃手段が乏しいために冗長化しがちな戦闘を強いられ、テンポの良さとは無縁のゲーム。その上同じことの繰り返しが求められるため、ゲームとしての評価は低い。

## 操作方法
プレイヤーはヴィクトリーガンダム、ステージが進むとV2ガンダムを操作する。
移動
移動には歩行、ダッシュ、飛行がある。モビルスーツの重量感を出すためか、歩くモーションとスピードが遅いため、移動はもっぱらダッシュか飛行に頼ることとなる。
射撃
バルカン砲とビームライフルがある。バルカン砲は射程が短く威力も弱いが、連射が効き弾数無制限。ビームライフルはボタン操作で銃身を斜め上や斜め下に向けることもでき、射程も長いが弾数に制限がある。
白兵戦
ビームサーベルで斬りつける。組み合わせ操作でダッシュ中に突撃したり、つばぜり合い中のコマンド入力で特殊技を出すことも可能。
防御
ビームシールドを展開してあらゆる攻撃を防ぐことができる。展開中はバルカン砲でしか攻撃できない。
Vダッシュガンダム
一部の宇宙ステージでは、ビームライフルがビームスマートガンに、バルカン砲がオーバーハングキャノンに置き換わる。またビームサーベルは使用できない。

## 登場MS
リガ・ミリティア
- ヴィクトリーガンダム
- V2ガンダム

ザンスカール帝国
- ゾロ
- トムリアット
- メッメドーザ
- ゾロアット
- シャイターン
- ゲドラフ
- コンティオ

## 登場キャラクター
リガ・ミリティア
- ウッソ・エヴィン
- シャクティ・カリン
- オデロ・ヘンリーク
- マーベット・フィンガーハット
- オリファー・イノエ
- シュラク隊

ザンスカール帝国
- クロノクル・アシャー
- カテジナ・ルース
- アルベオ・ピピニーデン
- マリア・ピァ・アーモニア